# Route départementale 1 (Gironde)
Pour les articles homonymes, voir Route départementale 1.
La route départementale RD 1 est une route départementale de la Gironde , qui relie Eysines à Castelnau-de-Médoc.

## Trafic
Le trafic est d'environ 18 050 véhicules par jour.